# 吉姆·布罗根
詹姆斯·赖利·布罗根（英語：James Riley Brogan，1958年2月24日—），美国NBA联盟前职业篮球运动员。